# Ilex huoshanensis
Ilex huoshanensis är en järneksväxtart som beskrevs av Yun He He. Ilex huoshanensis ingår i släktet järnekar, och familjen järneksväxter. Inga underarter finns listade i Catalogue of Life.